# Seerhausen
Seerhausen is een plaats in de Duitse gemeente Stauchitz, deelstaat Saksen, en telt 600 inwoners.
De Bundesstraße 6 Dresden-Leipzig kruist er de Bundesstraße 169 naar Riesa, ongeveer 5 km ten noordoosten van het dorpje.

## Geboren
- Lothar Kurbjuweit (1950), voetballer

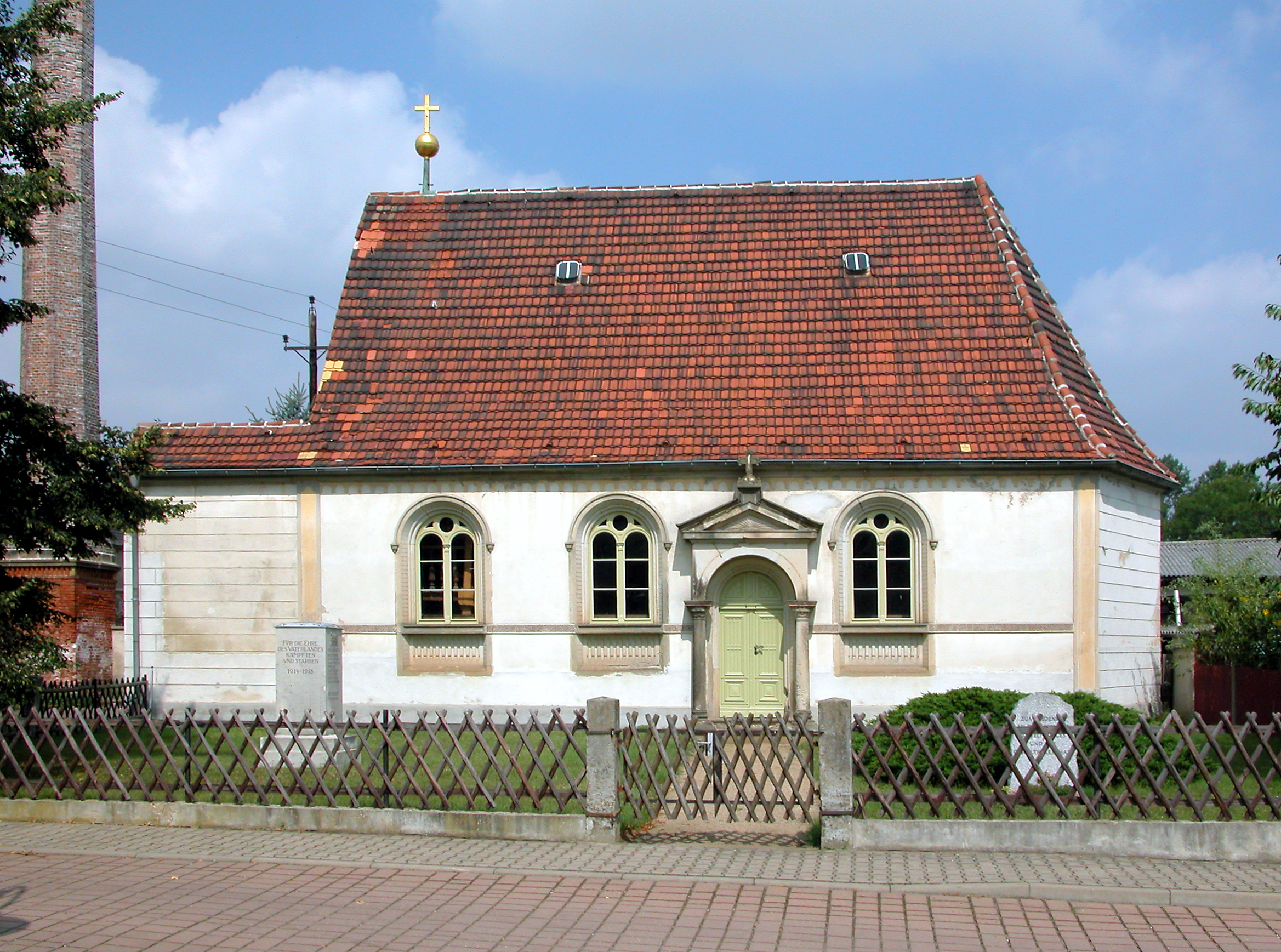
Kapel in het dorp